# Cayouche
Cayouche   (Moncton, 7 de gener de 1949 - Maisonnette, 29 de maig de 2024) era un ex militar i cantautor acadià.
Naixit Réginald Gagnon a Nova Brunswick, a tretze anys es mudà amb sa mare a Boston, on rebé el sobrenom de Cayouche per part de llurs amics estatunidencs, que no sabien on era Acàdia. A dihuit anys, Gagnon s'enrolà en el cos de Marines dels Estats Units durant tres anys, amb els quals participà en la guerra del Vietnam.
L'any 1979 es tornà a establir a Acàdia; l'any 1994 publicà el primer disc, Un vieux hippy, autoproduït junt amb Jean-Marc Dufour i enregistrat a un estudi de Caraquet (llavors ell vivia a Burnsville).
Ja abans de l'aparició de l'àlbum, Cayouche era un personatge popular acadià i les seues cançons sonaven en les emissores locals.
| «              | És com la nostra mascota: és un cantant country, tot un personatge, i canta moltes cançons de beure. La vida senzilla i quotidiana. Molt divertit i, alhora, molt intel·ligent. La gent s'estima molt Cayouche en Acàdia i el Quebec rural. | » |
| — Lisa LeBlanc | |   |

El 2009, el realitzador Maurice André Aubin enregistrà el documental Cayouche, le temps d’une bière, en el qual acompanya Gagnon de gira per Acàdia i França muntat en la seua Harley-Davidson.
El 2020 publicà un disc de grans èxits.
Absent de la vida pública els darrers anys, l'agost del 2023 actuà per última volta en el megaespectacle Tracadie i morí l'any següent de resultes d'un càncer, per al qual hauria sol·licitat l'eutanàsia.
| • Cayouche (1988) |
| --- |
| (inèdit) 1. Femme aux yeux bleus 2. La bai St-Marie 3. Le chant du bum 4. Les bas de laine 5. Les outardes 6. Ma bière mon costume de bain 7. Roll i'm time 8. Sanatorium 9. Toi Pauline 10. Tu pus tu pus pas 11. Valse Bretonne - Retour à terre 12. Youdoulou |

| • Un vieux hippy (1994) |
| --- |
| (?) 1. Dans la City 2. Goo'day 3. Boutlegger 4. Le frigidaire 5. C'est du fun à être fou 6. Les enfants à coup d'botte 7. J'ai 40 ans 8. Moi j'm'en rappelle 9. Export "A" 10. La crotte dans la pipe 11. Le nord du Nouveau-Brunswick 12. La chaîne de mon tracte 13. L'hiver s'en vient 14. Innocent 15. Le p'tit Jeep à André 16. Le bon vieux temps 17. Les bas de laine |

| • Moitié-moitié (1996) |
| --- |
| (?) 1. L'alcool au volant 2. Le vieux du nord 3. Moitié - Moitié 4. Les quatre saisons 5. Le cable de la t. 6. Le 15 aout 7. Rocking chair 8. Letter from home 9. Louise 10. You are my flower 11. Dixie darling 12. Lorraine |

| • Roule, roule (1999) |
| --- |
| (?) 1. La reine du bingo 2. Pourquoi s'en aller? 3. C'est ça mon Acadie 4. Les tymeux 5. La réponse 6. Sanatorium 7. Le portrait de mon père 8. Tu m'as flushé 9. Vin de maison 10. Roule, roule 11. JFU La vie 12. Infâme destin |

| • Last Call (2003) |
| --- |
| (?) 1. Mon Bicycle, Ma Musique 2. Au Camp 3. Une Place Au Chaud 4. L'Auberge Du Quai De L'Horloge 5. La 6 49 6. Pills À Nerfs 7. Red Haired Boy 8. Pas D'icitte, Pas D'ailleurs 9. Grand-Père Jos 10. Le Frigidaire De Mon Chum 11. Le Blues À Cay 12. Viens Faire Un Tour 13. Laurie 14. Last Call 15. À Quarante 12 |

| • Le Rappel (2011) |
| --- |
| (?) 1. Le Rappel 2. Fume Fume 3. Captain Morgan 4. Francine 5. Reel Du Printemps 6. La Dérive 7. Marie Madeleine 8. Vivre Et Laisser Vivre 9. Picassou/Heather Hill 10. Écoutez 11. Du Thé 12. J'ai Fumé Le Sapin |